# Peter Suedfeld
Peter Suedfeld (né le 30 août 1935 en Hongrie) est un psychologue professeur émérite canado-hongrois de psychologie de l'Université de la Colombie-Britannique.
Suedfeld est l’un des chercheurs pionniers dans le domaine de la thérapie de stimulation de l’environnement restreint (REST) et est le président fondateur d’IRIS (International REST Investigators Society). 
Ses archives et ses recherches sur le terrain ont étudié les réactions et l’adaptation des équipages dans l’Antarctique, le Haut-Arctique canadien et les véhicules spatiaux. Les résultats ont été parmi les premiers à souligner les aspects positifs et les conséquences de ces expériences. Il a demandé aux agences spatiales d’envisager et d’évaluer des méthodes permettant d’améliorer le bien-être psychologique des astronautes plutôt que de se concentrer uniquement sur le traitement des effets indésirables.

## Distinctions
- 2018 : Médaille Lawrence J. Burpee de la Société géographique royale du Canada
- 2018 : Doctorat honoris causa de l'université de Nimes[1]
- 2019 : Officier de l'ordre du Canada[2]